# 島田敏男
島田 敏男（しまだ としお、1959年 - ）は、NHK放送文化研究所研究主幹。政治担当記者、解説委員、解説副委員長、名古屋拠点放送局長などを歴任。担当分野は政治・外交。山梨県出身。

## 人物
山梨県甲府市生まれ。1976年山梨県立甲府第一高等学校卒業。1981年中央大学法学部政治学科卒業。1981年日本放送協会入局。中大在学中は、弁論部である中央大学辞達学会に所属していた。
NHK福島放送局記者、NHK青森放送局記者を経て、NHK報道局政治部記者となり、中曽根内閣以降の政治報道に携わり、2001年からNHK解説委員となり、NHKでは政治報道のスペシャリストとしてそれらの解説を担当。『日曜討論』などの司会を担当し、その他NHK解説委員室制作の番組にも多く出演してきた。2008年解説主幹。2015年解説副委員長。2018年6月名古屋拠点放送局長。2020年7月NHK放送文化研究所研究主幹。
2020年より首都圏在住の甲府市出身者や甲府市にゆかりある人の集まりである首都圏甲府会の会長も務めている。

## 過去の担当番組
- 日曜討論 （司会）